# گیش‌ماهی‌سانان
گیش‌ماهی‌سانان (به لاتین: Carangiformes) یک راسته از ماهیان پرتوباله است. این راسته بخشی از یک تبارشاخه است که یک کلاد خواهر برای Ovalentaria است، راسته‌های دیگر در تبارشاخهمارماهی‌سانان باتلاقی، Anabantiformes , Istiophoriformes و کفشک‌ماهی‌سانان هستند. گیش‌ماهی‌سانان به عنوان یک راسته تک‌نماد در نظر گرفته شده‌است، و تنها خانوادهٔ Carangidae در آن است، توسط برخی مقامات و خانواده‌های درون راسته به عنوان بخشی از راسته گسترده‌تر سوف‌ماهی‌سانان طبقه‌بندی شده‌اند. ویرایش پنجم ماهیان جهان، شش خانواده را در راسته گیش‌ماهی‌سانان طبقه‌بندی می‌کند، و مقامات دیگر این راسته را تا ۳۰ خانواده گسترش می‌دهند.

## خانواده‌ها
این خانواده‌ها در راسته گیش‌ماهی‌سانان طبقه‌بندی می‌شوند:
- ماهی باله‌خروسی گیل[۲] (خروس‌ماهی)
- دلفین‌ماهیان رافینسکوئه، 1815[۲] (دلفین‌ماهی)
- Rachycentridae گیل 1896[۲] (cobia)
- چسبک‌ماهیان رافینسکوئه، 1815[۲] (remoras)
- گیش‌ماهیان رافینسکوئه، 1815[۲] (جک)
- شکم‌ماهی فیتزینگر، 1873[۲] (ماه‌ماهی‌ها)